# FMぎんが
FMぎんがは、かつて鹿児島県鹿児島市の一部地域を放送区域として超短波放送（FM放送）をしていた特定地上基幹放送事業者である株式会社中崎電子工業が行うコミュニティ放送の愛称である。
2011年3月20日にNPO法人によりFMさつまとして開局。2012年に運営母体を中崎電子工業に変更し、同年7月よりFMぎんがにステーションネームを変更した。2025年3月31日に通常番組の放送を終了、以後は音楽放送のみ（フィラー編成）となり同年4月29日をもって放送を休止した。6月24日、公式サイトで6月30日をもって正式に廃局することが決まった。

## 概要

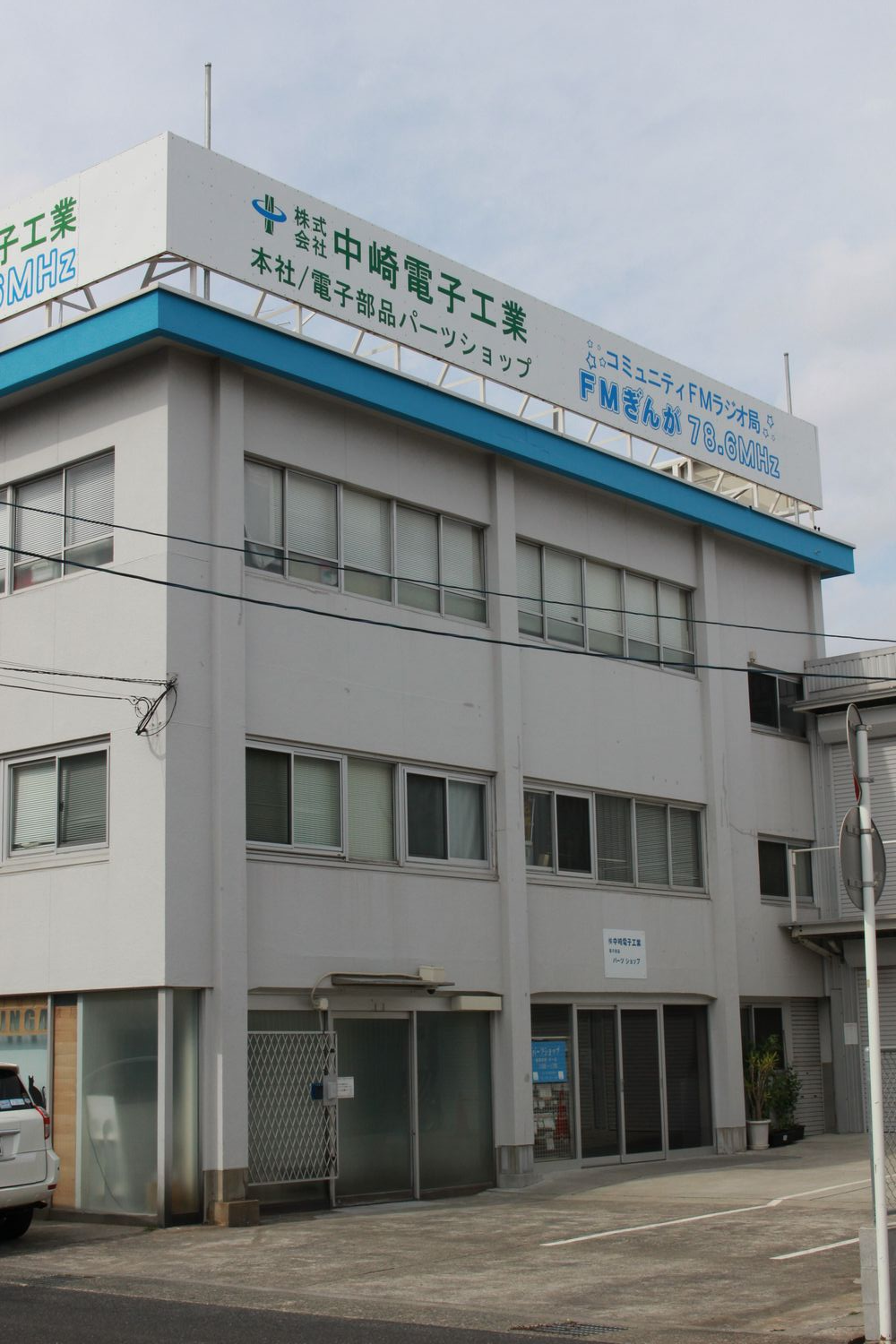
本社外観（2022年3月）

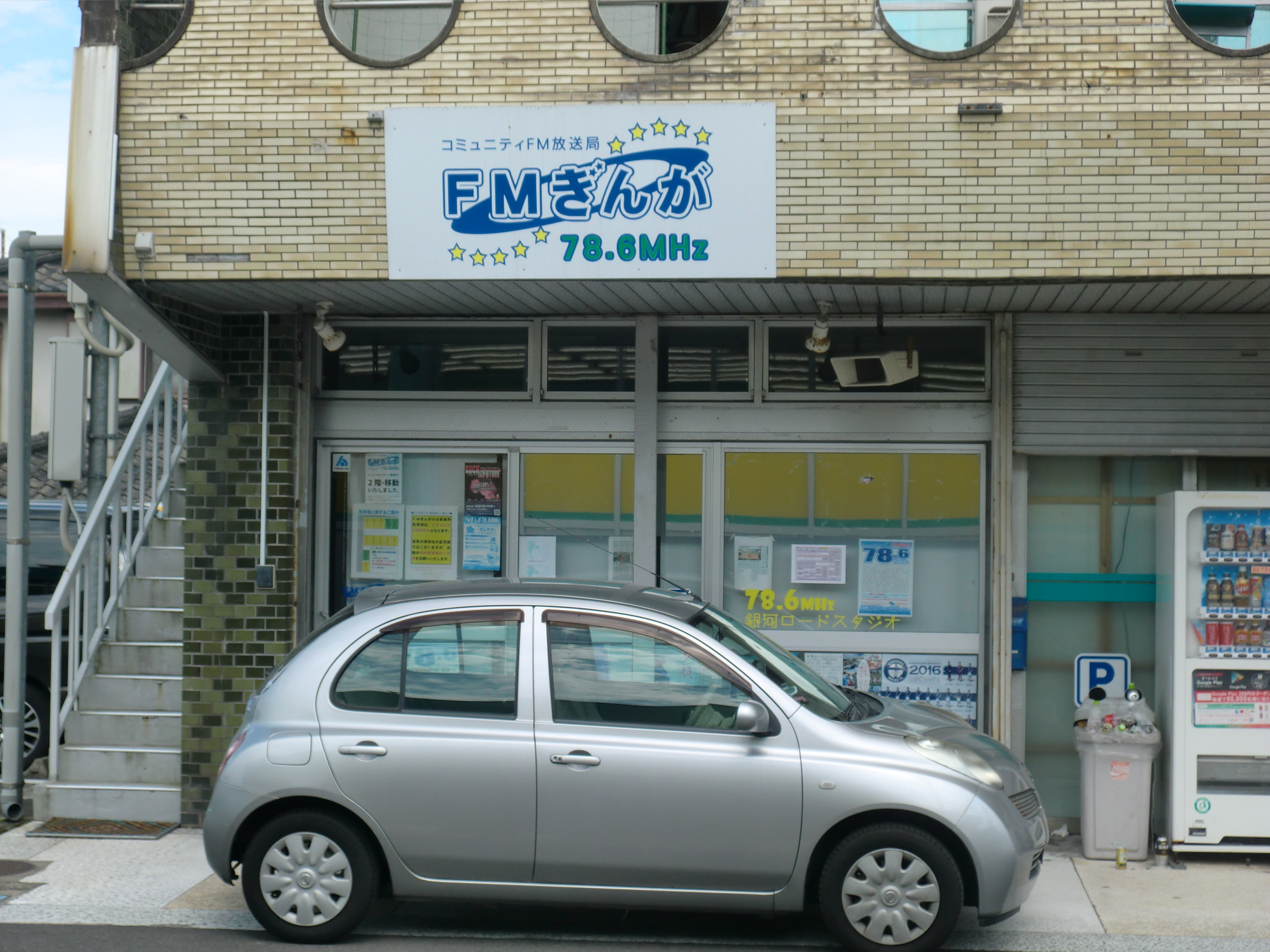
旧演奏所

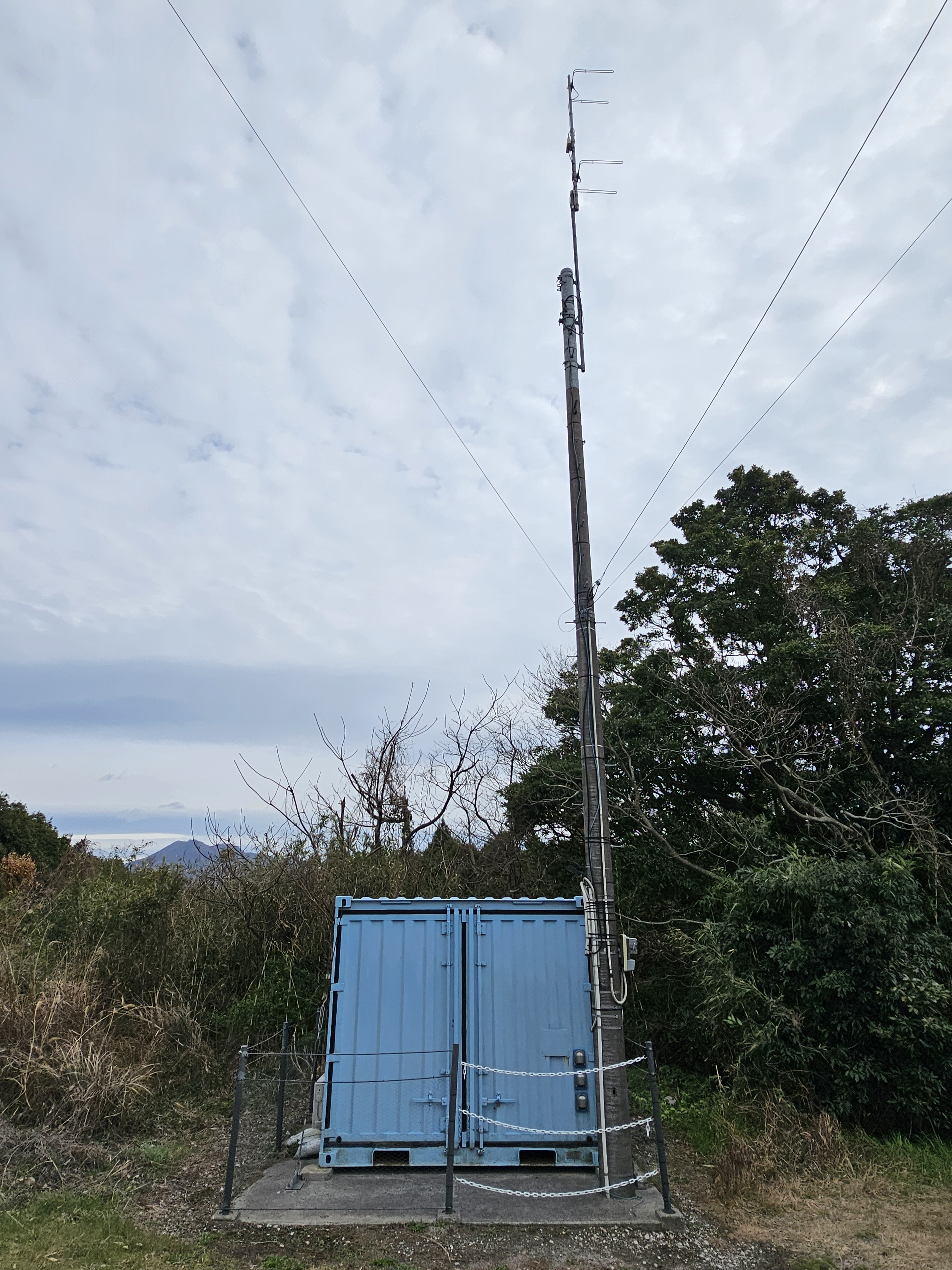
吉野送信所（2018年以降の親局）

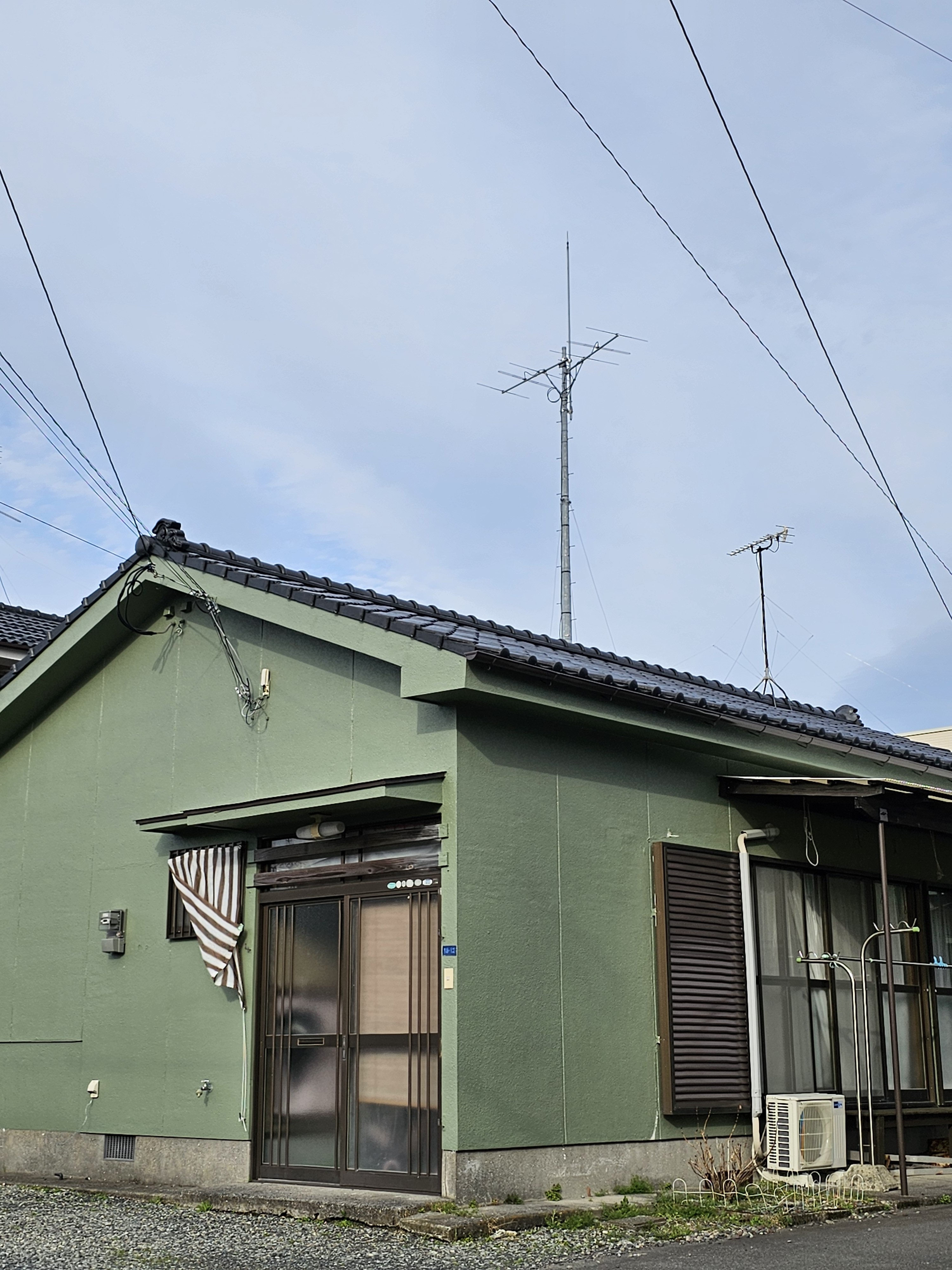
坂之上送信所（中継局）

2011年（平成23年）開局。鹿児島県で8局目、鹿児島市では鹿児島シティエフエム（フレンズFM）に次ぐ2局目のコミュニティ放送局である。
免許人の中崎電子工業（本社・新栄町）は空港の無線設備などの施工・保守業者である。
開局当初の免許人は特定非営利活動法人FMさつまで、放送局（現特定地上基幹放送局）の呼出名称のFMさつまを愛称としていた。
中崎電子工業に事業譲渡、つまり免許人の地位承継後は、同社代表取締役社長の中崎宗治ら2人がマスメディア集中排除原則にいう支配関係にある。
開局以来、演奏所（スタジオ）と親局送信所は西伊敷3丁目にあったが、スタジオは新栄町に、親局は吉野町に移転した。なお、西伊敷にはFMさつまの事務所も置かれていた。
送信所
| 送信所                                                   | 空中線電力 | 設置場所       |
| -------------------------------------------------------- | ---------- | -------------- |
| 親局                                                     | 20W        | 鹿児島市吉野町 |
| 中継局                                                   | 15W        | 鹿児島市坂之上 |
| - 親局のコールサインはJOZZ0BQ-FM - 周波数はすべて78.6MHz |            |                |

開局当初の送信所は鹿児島市北部の内陸部のみであったため、南部の谷山地区・喜入地区が放送区域から外れていた。後に谷山地区・喜入地区をカバーする中継局が坂之上1丁目に開局し、郡元地区以北の約9万4千世帯（カバー率約35%）から谷山・喜入地区まで広がり、計約21万7千世帯（同約80%）となって、一部山間部を除く市内全域で受信できることとなった。親局の移転後は、伊敷地域において受信が困難になったとの報告が寄せられている。
放送される番組はほとんどが自社制作である。毎日0:00 - 6:00は放送を休止（23:59には局名告知）。日曜日は終日音楽放送。インターネット配信はFM++による。かつては自社制作の生放送番組についてUSTREAMによる配信や2019年3月までSimulRadioによる配信も行っていた。
2022年4月1日にエイプリルフールで「変態と社会をつなぐラジオ局」をメインコンセプトとして「FMきんた」に改称したことを発表し、ホームページも一日限定で変更した。
コールサインアナウンスでは局名を「鹿児島FM786」としている。
2025年3月31日をもって生放送、収録放送に関わらず通常放送を終了することを当局のHPで発表した。その後は、音楽放送を中心に4月29日まで放送する。その後の再開は未定だが新たな運営会社の設立も視野に入れながら再開の可能性を模索している。
6月24日に公式サイトにて、6月30日をもって正式に廃局することが発表された。今後は、元スタッフが設立した新法人にて、あらためて新規開局を目指している。

## 沿革
- 1968年（昭和43年）9月 - 中崎電子サービス創業[9]
- 1975年（昭和50年）6月 - 有限会社中崎電子工業に法人化[9]
- 1986年（昭和61年）6月 - 株式会社中崎電子工業に組織変更[9]
- 2010年（平成22年）
  - 2月18日 - 特定非営利活動法人FMさつま設立の認証
  - 12月20日 - 放送局の予備免許取得[10]
- 2011年（平成23年）
  - 1月 - 試験電波発射開始
  - 3月14日 - 放送局の免許取得[11]
  - 3月20日 - 13時より本放送開始、開局特別番組「さつまを語る」を放送。原口泉鹿児島大学教授と西平良将阿久根市長が出演
- 2012年（平成24年）
  - 6月10日 - FMさつまは中崎電子工業に事業譲渡
  - 7月1日 - 愛称を「FMぎんが」に改称
- 2013年（平成25年）
  - 10月23日 - 中継局の免許取得[11]
  - 10月25日 - 中継局開局
- 2018年（平成30年）
  - 7月10日 - 親局を西伊敷から吉野町に移転
  - 7月31日 - USTREAMの配信終了[12]
  - 8月1日 - スタジオを西伊敷から新栄町に移転
- 2019年（平成31年/令和元年）
  - 3月 - SimulRadioの配信終了[13]
  - 4月 - 中崎電子工業が新栄町に移転[14]
- 2025年（令和7年）
  - 3月31日 - 生放送、収録放送を問わず通常放送が終了
  - 4月29日 - 音楽放送を中心とした放送も終了
  - 6月30日 - 廃局

## 主な番組
月曜日 - 金曜日
- めざましFM786（7:00 - 9:00）

月曜日
- Onagawa Now （18:00 - 19:00）
- More United!（21:00 - 22:00）

火曜日
- 5時からラジオ （17:00 - 18:00）

水曜日
- みんなで元気キラキラ（10:00 - 12:00）
- ノンキー山田のLet'go Trippin（17:00 - 18:00）
- エンタメ夢の玉手箱（18:00 - 19:00）

木曜日
- てんがらもんラジオ（10:00 - 12:00）
- Don Donブレイク (13:00 - 15:00)
- かおりのキラッとダイヤモンド (16:00 - 17:00)
- ROCK To The Future (20:00 - 21:00)

金曜日
- DonDonブレイク (13:00 - 15:00)
- ナカザキラボラトリー (23:00 - 0:00)

土曜日
- しろくまROKKO（11:00 - 12:00）
- takakoのFirst Of Jazz（13:00 - 14:00）
- らじ☆キャン（14:00 - 15:00）
- ほっと!キュント!みゅーじっく（16:00 - 17:00）

日曜日
- ANIME RADIO（21:00 - 21:30）
- スターダスト・レビューの星になるまで（21:30 - 22:00）
- 月光列車〜ぎんがの車窓から〜（22:00 - 22:30[15]） - 2025年4月以降は『月光列車〜きりしまへの切符〜』として『スターダスト・レビューの星になるまで』と併せてFMきりしまで放送。